# Erfswinden
Erfswinden ist eine Wüstung in der Gemarkung des Ortsteils Seebergen der Gemeinde Drei Gleichen im Landkreis Gotha in Thüringen.

## Lage
Seebergens Gemarkung befindet sich am östlichen Fuß des bekannten Naturschutzgebietes Seeberge und dessen höchster Erhebung, dem Großen Seeberg. In dieser Gemarkung befindet sich die Wüstung Erfiswinden. Das Fließgewässer Rotbach kreuzt die Flur als Wasserspender.

## Geschichte
Das Dorf Erfiswinden wurde 1370 am 19. November mit weiteren Ortschaften urkundlich genannt. Diese Urkunde liegt im Staatsarchiv Rudolstadt. Einen weiteren Hinweis zum schon wüsten Ort gibt folgendes Schriftstück: Die Hufe Land in der Flur zum wüsten Dorfes Erfiswinden (Erschringen) an dem Seeberger Steingraben, welche der Rath vom Hermann von Seebergen erkauft hatte, ging dem Kloster Ilmen zu Lehen... Warum und weshalb das Dorf wüst fiel, ging nicht aus den Unterlagen hervor.